# Destellos de genio
Destellos de genio (título original: Flash of a genius) es una película de drama basada en un hecho real, publicada en el 2008, protagonizada por Greg Kinnear y Lauren Graham; dirigida por Marc Abraham. Narra la historia de cómo un profesor demandó a una compañía tan importante como Ford.

## Sinopsis
La historia comienza en los 60, y trata de Robert Kearns (Greg Kinnear), que inventó un limpiaparabrisas intermitente. Los limpiaparabrisas continuos dificultan la visión y rechinan.
Muchas compañías importantes de automóviles habían estado buscando la manera de lograr que el limpiaparabrisas pudiera hacer una pausa entre cada vuelta, pero ninguna lo había logrado hasta ese momento. Robert decide mostrar esta idea a la compañía Ford, la cual le pide su modelo para mandarle a hacer pruebas, prometiéndole que lo contratarán para que instale su invento en los coches.
Pocos meses después le dicen a Robert que Ford ya no está interesado en su idea. Robert va caminando muy decepcionado por la calle mientras llueve, cuando de repente ve un coche nuevo y observa que el limpiaparabrisas da una vuelta, hace una pausa de unos segundos y de nuevo da otra vuelta. Él se da cuenta de que Ford sí ha utilizado su idea a pesar de haberlo rechazado.
Robert pasa muchos años de su vida intentando reclamar su invento, hasta que por fin logra llevar a Ford a la corte. Como no consiguió ningún abogado que quisiera defenderlo, decidió defenderse a sí mismo ante la corte, asistido por su hijo mayor, Dennis (Jake Abel). 
Uno de los argumentos que Ford utiliza es el hecho de que Robert Kearns no utilizó utensilios nuevos, sino que utilizó los que ya existían para acomodarlos de cierta manera, por lo tanto no podía considerarse un invento. El argumento que utilizó Robert fue comparar su invento con un libro escrito por Charles Dickens, comparando cada uno de los elementos que componen el limpiaparabrisas intermitente con cada una de las palabras que componen el libro, explicando que Charles Dickens no necesitó inventar palabras nuevas, sino que las acomodó de manera que éstas crearan algo nuevo, y es indiscutible que se reconoce que las obras que Charles Dickens escribió son de su autoría. De esta misma forma debían reconocer que él había inventado el limpiaparabrisas intermitente. 
Al final Robert logra ganar el juicio, y Ford debe pagarle 10,1 millones de dólares. Además de Ford, también demandó a otras compañías como Chrysler; a pesar de todo, los problemas que tuvo con su esposa no pudieron ser solucionados, ya que aún después de haber ganado la demanda, su esposa decidió permanecer separada de él.
Además del limpiaparabrisas intermitente, Robert Kearns patentó otros inventos.

## Reparto
- Greg Kinnear - Bob Kearns
- Lauren Graham - Phyllis Kearns
- Dermot Mulroney - Privick
- Alan Alda - Gregory Lawson

- Jake Abel - Dennis Kearns

- Daniel Roebuck - Frank Sertin
- Bill Smitrovich - Juez Michael Franks

## Datos importantes
- Año: 2008

- Director: Marc Abraham

- Escritores: Philip Railsback, John Seabrook

- Género: Drama

- Duración: 119 minutos